# كيث هانسون
كيث هانسون (بالإنجليزية: Keith Hanson)‏ هو لاعب هوكي الجليد أمريكي، ولد في 26 أبريل 1957 في أدا في الولايات المتحدة.

## وصلات خارجية
- كيث هانسون على موقع دوري الهوكي الوطني (الإنجليزية)
- كيث هانسون على موقع EliteProspects.com (الإنجليزية)
- كيث هانسون على موقع HockeyDB.com (الإنجليزية)
- كيث هانسون على موقع Hockey-Reference.com (الإنجليزية)